# 첼시 로버스 FC
첼시 로버스 FC(Chelsea Rovers Football Club)는 영국 런던서부 하운즐로구 치즈윅을 연고로 하는 축구 클럽이다.
2022-23 시즌 잉글랜드 축구 리그 시스템 중 12부리그인 서리 사우스 이스턴 콤비네이션 인터미디에이트 디비전 원에 속해있다.
2019년 KBS 2TV에서 방영된 <으라차차 만수로>라는 프로그램의 주인공 구단으로 대한민국의 배우 김수로가 이 팀의 운영을 맡고 있다.
현재 방송 당시의 감독은 경질되었고,선수들도 대부분이 이적을 하여 선수단이 많이 바뀌었다.

## 스폰서
- 현대캐피탈
- 캐리어
- 라잘코리아 보관됨 2019-11-05 - 웨이백 머신
- 패쓰룸